# Charles Mooney
Pour les articles homonymes, voir Mooney.
Charles Michael Mooney est un boxeur américain né le 27 janvier 1951 à Washington.

## Carrière
Sa carrière amateur est principalement marquée par une médaille d'argent remportée aux Jeux olympiques de Montréal en 1976 en poids coqs.

### Jeux olympiques
- Médaille d'argent en -54 kg aux Jeux de 1976 à Montréal